# Jämshög

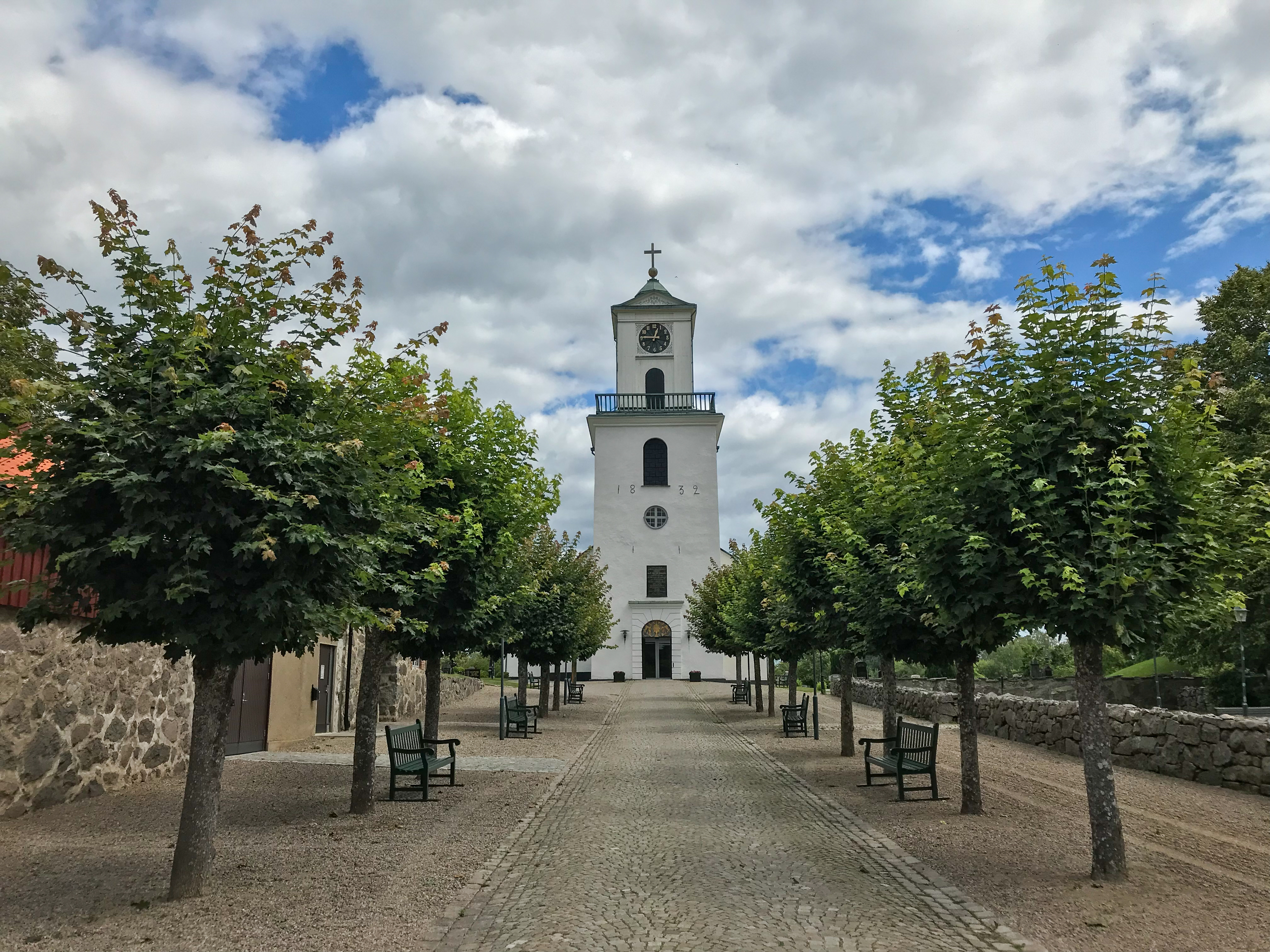
Kirche von Jämshög. Da Olofström, der Hauptort der gleichnamigen Gemeinde, über keinen eigenen Friedhof verfügt, sind auf dem Jämshöger Friedhof viele Menschen begraben.

Jämshög ist ein Tätort der Gemeinde Olofström in Schweden. Der Ort liegt in der Provinz Blekinge län und der historischen Provinz Blekinge.
Der Hauptort der Gemeinde, Olofström, liegt etwa drei Kilometer nördlich von Jämshög. Durch den Ort führen der Riksväg 15 sowie die Länsväge 116, K 539, K 541, K 579 und K 607. Die Bahnstrecke der Sölvesborg–Olofström–Älmhults Järnväg ist im Bereich von Jämshög stillgelegt.
Jämshög wird vom Holjeån durchflossen. 

## Statistik
Der Ort hat eine Ausdehnung von 235 Hektar in der Fläche und knapp 1600 Einwohner (Stand 2018).

## Persönlichkeiten
- Harry Martinson (1904–1978), Literaturnobelpreisträger 1974
- Kalle Berglund (* 1996), Leichtathlet
- Sven Edvin Salje, Autor